# Королевские матросы (фильм)
«Королевские матросы» (другое название — Матросы его величества) — советский чёрно-белый полнометражный художественный фильм, снятый в 1934 году режиссёрами Владимиром Брауном и Исааком Менакером на студии «Союзфильм».
Премьера фильма состоялась 17 марта 1934 года.
Фильм до наших дней не сохранился.

## Сюжет
Фильм повествует о восстании английских матросов в Инвергордоне в 1931 году и одном из его участников матросе Кларенсе Смите, избравшем путь социальной борьбы.

## В ролях
- Ганс Клеринг – Кларенс Смит, английский матрос
- Курт Арендт – Высокий
- Исаак Менакер – вербовщик
- Павел Журавленко – Томас, боцман
- Любовь Ненашева – мать Кларенса
- Ксения Москаленко – Молли Робинзон
- Урсула Круг – хозяйка
- Фёдор Никитин – матрос О'Брайан
- Владимир Таланкин – Джон
- Иосиф Маяк – Джекобс, лавочник
- В. Солнцев – командир
- Владимир Мазаев – старший лейтенант
- Бруно Шмидтсдорф – эпизод
- Сергей Рябинкин – лейтенант
- Василий Бетаки – мальчик
- Тимофей Ремизов – мичман Ватсон (нет в титрах)
- Александр Мазаев – старший лейтенант (нет в титрах)

Для фильма по следам Инвергордонского мятежа — «Королевские матросы» (1934) британское адмиралтейство выделило консультанта, который, по свидетельству сценариста Николая Коварского, был поражён знаниями Брауна в области личного состава английского флота.

## Съёмочная группа
- Автор сценария: Борис Липатов
- Режиссёры-постановщики: Владимир Браун, Исаак Менакер
- Оператор-постановщик: 	Владимир Данашевский, Соломон Беленький (в титрах Соломон Белинкий)
- Художник-постановщик: Павел Бетаки